# Zapasy na Letnich Igrzyskach Olimpijskich 1924 – waga piórkowa mężczyzn w stylu klasycznym
Turniej mężczyzn w wadze piórkowej w stylu klasycznym był jedną z konkurencji zapaśniczych na Letnich Igrzyskach Olimpijskich 1924. Zawody odbyły się w dniach 6-10 lipca. W zawodach uczestniczyło 27 zawodników 15 państw.

## Wyniki
W turnieju rozegranych zostało osiem rund. Każdy zawodnik, który przegrał dwie walki został wyeliminowany.

### Runda 1
| Przegranych | Zwycięzca           | Przegrany        | Przegranych |
| ----------- | ------------------- | ---------------- | ----------- |
| 0           | Arthur Nord         | Ödön Radvány     | 1           |
| 0           | František Řezáč     | Hilair Fettes    | 1           |
| 0           | Voldemar Väli       | Édouard Rottiers | 1           |
| 0           | Katsutoshi Naitō    | Jordán Vallmajo  | 1           |
| 0           | Josef Pencik        | Domingo Sánchez  | 1           |
| 0           | Marcel Capron       | Laurent Bottin   | 1           |
| 0           | Erik Malmberg       | Enrico Porro     | 1           |
| 0           | Karl Mezulian       | Jānis Rudzītis   | 1           |
| 0           | Aleksanteri Toivola | Peter Eriksen    | 1           |
| 0           | František Dyršmid   | Gerolamo Quaglia | 1           |
| 0           | Kalle Anttila       | Aage Torgensen   | 1           |
| 0           | Osvald Käpp         | René Rottenfluc  | 1           |
| 0           | Fritiof Svensson    | Jenő Németh      | 1           |
| 0           | Martin Egeberg      | wolny los        | –           |

### Runda 2
| Przegranych | Zwycięzca           | Przegrany         | Przegranych |
| ----------- | ------------------- | ----------------- | ----------- |
| 1           | Ödön Radvány        | Martin Egeberg    | 1           |
| 0           | Arthur Nord         | František Řezáč   | 1           |
| 1           | Édouard Rottiers    | Hilair Fettes     | 2           |
| 0           | Voldemar Väli       | Jordán Vallmajo   | 2           |
| 0           | Katsutoshi Naitō    | Domingo Sánchez   | 2           |
| 0           | Marcel Capron       | Enrico Porro      | 2           |
| 0           | Erik Malmberg       | Laurent Bottin    | 2           |
| 0           | Aleksanteri Toivola | Karl Mezulian     | 1           |
| 1           | Peter Eriksen       | Jānis Rudzītis    | 2           |
| 0           | Kalle Anttila       | František Dyršmid | 1           |
| 1           | Aage Torgensen      | Gerolamo Quaglia  | 2           |
| 0           | Osvald Käpp         | Jenő Németh       | 2           |
| 0           | Fritiof Svensson    | René Rottenfluc   | 2           |
| –           | –                   | Josef Pencik      | –           |

### Runda 3
| Przegranych | Zwycięzca           | Przegrany         | Przegranych |
| ----------- | ------------------- | ----------------- | ----------- |
| 1           | Ödön Radvány        | Édouard Rottiers  | 2           |
| 1           | Martin Egeberg      | František Řezáč   | 2           |
| 0           | Arthur Nord         | Voldemar Väli     | 1           |
| 0           | Marcel Capron       | Katsutoshi Naitō  | 1           |
| 0           | Erik Malmberg       | Karl Mezulian     | 2           |
| 0           | Aleksanteri Toivola | František Dyršmid | 2           |
| 0           | Kalle Anttila       | Peter Eriksen     | 2           |
| 1           | Aage Torgensen      | Osvald Käpp       | 1           |
| 0           | Fritiof Svensson    | wolny los         | –           |

### Runda 4
| Przegranych | Zwycięzca           | Przegrany        | Przegranych |
| ----------- | ------------------- | ---------------- | ----------- |
| 1           | Ödön Radvány        | Voldemar Väli    | 2           |
| 0           | Fritiof Svensson    | Martin Egeberg   | 2           |
| 0           | Arthur Nord         | Katsutoshi Naitō | 2           |
| 0           | Erik Malmberg       | Marcel Capron    | 1           |
| 0           | Aleksanteri Toivola | Aage Torgensen   | 2           |
| 0           | Kalle Anttila       | Osvald Käpp      | 2           |

### Runda 5
| Przegranych | Zwycięzca           | Przegrany        | Przegranych |
| ----------- | ------------------- | ---------------- | ----------- |
| 0           | Erik Malmberg       | Ödön Radvány     | 2           |
| 0           | Aleksanteri Toivola | Fritiof Svensson | 1           |
| 0           | Arthur Nord         | Marcel Capron    | 2           |
| 0           | Kalle Anttila       | wolny los        | –           |

### Runda 6
| Przegranych | Zwycięzca           | Przegrany        | Przegranych |
| ----------- | ------------------- | ---------------- | ----------- |
| 0           | Erik Malmberg       | Arthur Nord      | 1           |
| 0           | Kalle Anttila       | Fritiof Svensson | 2           |
| 0           | Aleksanteri Toivola | wolny los        | –           |

### Runda 7
| Przegranych | Zwycięzca           | Przegrany     | Przegranych |
| ----------- | ------------------- | ------------- | ----------- |
| 0           | Aleksanteri Toivola | Erik Malmberg | 1           |
| 0           | Kalle Anttila       | Arthur Nord   | 2           |

### Runda 8
| Przegranych | Zwycięzca     | Przegrany           | Przegranych |
| ----------- | ------------- | ------------------- | ----------- |
| 0           | Kalle Anttila | Aleksanteri Toivola | 1           |